# Falmouth (Nova Scotia)
Falmouth ist ein Ort mit 1368 Einwohnern (Stand: 2016) am Flussufer des Avon River gegenüber von Windsor in der kanadischen Provinz Nova Scotia.  
Französische Siedler aus Port Royal (heute Annapolis Royal) kamen um 1685 in das Gebiet des heutigen Falmouth. Während des Queen Anne’s War wurde der Ort als Vergeltung für den Überfall auf Deerfield in Massachusetts 1704 zerstört.
Falmouth ist der Geburtsort von George Lawrence Price, dem letzten Soldaten des British Empire, der im Ersten Weltkrieg fiel.
Der Ort liegt genau auf der halben Strecke zwischen dem Geografischen Nordpol und dem Äquator.